# Vicolo della Campanella
Vicolo della Campanella är en gränd i Rione Ponte i Rom. Gränden förbinder Vicolo del Curato, Via dei Banchi Nuovi och Via di Panico. 

## Beskrivning
Vicolo della Campanella är antingen uppkallad efter ett värdshus – La Campanella – eller en fastighet som tillhörde familjen Campanella De Cesis.
Vid gränden finns flera madonnelle, det vill säga Mariabilder, bland annat en som avbildar Jesus Kristus, Jungfru Maria med Filippo Neri, Nikolaus och de tre till livet återuppväckta gossebarnen.
Vid Vicolo della Campanella finns därtill två byggnader från 1600-talet.

## Omgivningar
Kyrkobyggnader och kapell
- Oratorio di San Celso
- Santi Celso e Giuliano
- San Giovanni dei Fiorentini

Gator, gränder och piazzor
- Piazza di Ponte Sant'Angelo
- Via di Panico
- Via dei Coronari
- Vicolo del Curato
- Via dell'Arco dei Banchi
- Arco dei Banchi
- Vicolo di San Celso
- Via dell'Arco della Fontanella
- Via dei Banchi Nuovi
- Largo Ottavio Tassoni
- Corso Vittorio Emanuele II
- Via Acciaioli
- Vicolo dell'Oro
- Piazza dell'Oro
- Via Paola
- Via del Consolato

## Bilder
| - Santi Celso e Giuliano. - Oratorio di San Celso. - San Giovanni dei Fiorentini. - Palazzo del Banco di Santo Spirito. |